# بيروقراطية
الدواوينية أو الديوانية (بالإنجليزية: Bureaucracy)‏ وعُرّبت بالبيرُقراطية أو البيروقراطية هي مفهوم يستخدم في علم الاجتماع والعلوم السياسية يشير إلى تطبيق القوانين بالقوة في المجتمعات المنظمة. وتعتمد هذه الأنظمة على الإجراءات الموحدة وتوزيع المسؤوليات بطريقة هرمية والعلاقات الشخصية. وهنالك العديد من الأمثلة على البيرقراطية المستخدمة يومياً: الحكومات، القوات المسلحة، الشركات، المستشفيات، المحاكم، والمدارس. يعود أصل كلمة البيرقراطية إلى بيرو (bureau)، وهي كلمة فرنسية ومعناها مكتب، المستخدمة في بداية القرن الثامن عشر ليس للتعبير عن كلمة مكتب للكتابة فقط بل للتعبير عن الشركة، وأماكن العمل. وكلمة قراطية وهي كلمة مشتقة من الأصل الإغريقي كراتُس (κράτος) ومعناها السلطة والكلمة في مجموعها تعني قوة المكتب أو سلطة المكتب.

## تاريخيًا

### العصور القديمة
على الرغم من أن مصطلح «البيروقراطية» نشأ لأول مرة في منتصف القرن الثامن عشر، لكن كانت الأنظمة الإدارية المنظمة والمتسقة موجودة قبل ذلك بكثير. كان تطور الكتابة (حوالي 3500 قبل الميلاد) واستخدام الوثائق عنصرًا حاسمًا في تطور هذه الأنظمة. حدث أول مثال محدد للبيروقراطية في سومر القديمة، حيث استخدمت فئة ناشئة من الكتبة الألواح الطينية لتوثيق وتنفيذ الوظائف الإدارية المختلفة، مثل إدارة الضرائب والعمال والسلع والموارد العامة مثل مخازن الحبوب. وبالمثل، كان لدى مصر القديمة مجموعة من الكتبة الذين كانوا يديرون بيروقراطية الخدمة المدنية.
في الصين، عندما وحدت سلالة تشين (221-206 قبل الميلاد) الصين في ظل النظام القانوني، عيّن الإمبراطور في المناصب الإدارية مسؤولين مخلصين بدلًا من النبلاء، وأنهى الإقطاع في الصين، واستبدله بحكومة بيروقراطية مركزية. استخدمت السلالات اللاحقة شكل الحكومة الذي أنشأه الإمبراطور الأول ومستشاروه لتنظيم حكومتهم. في ظل هذا النظام، ازدهرت الحكومة، وأصبح من السهل التعرف على الأفراد الموهوبين في المجتمع. أنشأت سلالة هان (202 قبل الميلاد – 220 م) بيروقراطية معقدة تعتمد على تعاليم كونفوشيوس، الذي أكد على أهمية الطقوس في الأسرة والعلاقات والسياسة. مع كل سلالة لاحقة، تطورت البيروقراطية. في عام 165 قبل الميلاد، قدم الإمبراطور وين أول طريقة للتوظيف في الخدمة المدنية من خلال الاختبارات. عزز الإمبراطور وو (حكم منذ 141 حتى 87 قبل الميلاد) أيديولوجية كونفوشيوس في الحكم السائد من خلال تثبيت نظام التوصية والترشيح في الخدمة الحكومية المعروف باسم شياوليان، إذ يختار المسؤولون المرشحين للمشاركة في اختبار الكلاسيكيات الكونفوشيوسية، والتي سيختار منها الإمبراطور وو المسؤولين.
في عهد سلالة سوي (581–618) وسلالة تانغ اللاحقة (618–907) بدأت طبقة شي في تقديم نفسها عن طريق نظام اختبارات الخدمة المدنية الموحد بالكامل، والتوظيف الجزئي لأولئك الذين اجتازوا الاختبارات القياسية وحصلوا على درجة تسمح لهم رسميًا بالعمل. ولكن كان التوظيف عن طريق التوصيات بارزًا أيضًا في كلتا السلالتين. لم يكن الأمر كذلك حتى عهد أسرة سونغ (960–1279)، فقد كان هناك تركيز أكبر على تجنيد أولئك الذين اجتازوا الاختبارات وحصلوا على درجات علمية. خلال عهد أسرة سونغ (960-1279) أصبحت البيروقراطية تعتمد على الجدارة. بعد إصلاحات سونغ، أجريت امتحانات تنافسية لتحديد المرشحين المؤهلين لشغل مناصب معينة. استمر نظام الاختبارات في الإمبراطورية حتى عام 1905، أي قبل ست سنوات من انهيار أسرة تشينغ، مما يمثل نهاية النظام البيروقراطي التقليدي في الصين.
كان التسلسل الهرمي للقناصل الإقليميين ونوابهم هو المسؤول عن إدارة الإمبراطورية الرومانية. أدت إصلاحات دقلديانوس (الإمبراطور من 284 إلى 305) إلى مضاعفة عدد المناطق الإدارية وأدت إلى توسع كبير في البيروقراطية الرومانية. ادعى المؤلف المسيحي لاكتانتيوس أن إصلاحات دقلديانوس أدت إلى ركود اقتصادي واسع النطاق، فقد قسم المقاطعات إلى أجزاء صغيرة، وكان العديد من الرؤساء والعديد من الضباط الأدنى يثقلون كل منطقة. طورت الإمبراطورية البيزنطية بعد ذلك تسلسلًا إداريًا معقدًا للغاية، وفي القرن العشرين أصبح مصطلح «البيزنطي» يشير إلى أي هيكل بيروقراطي معقد.

## البيروقراطية والديمقراطية
مثل كل دولة حديثة، تتسم الديمقراطية الليبرالية بالبيروقراطية إلى حد كبير، مع وجود العديد من المنظمات الكبيرة التي تمتلك الكثير من موظفي الخدمة المدنية المهنيين. تتمتع بعض هذه البيروقراطيات بقدر كبير من النفوذ للحفاظ على النظام السياسي الحالي لأنها تركز في المقام الأول على الدفاع عن البلاد والدولة من التهديدات الداخلية والخارجية. وبما أن هذه المؤسسات تعمل غالبًا بشكل مستقل وتكون محمية من السياسة، فهي غالبًا لا تنتمي إلى أي حزب أو مجموعة سياسية معينة. مثلًا، يعمل المسؤولون المدنيون البريطانيون المخلصون في حزبي المحافظين والعمل. ومع ذلك، في بعض الأحيان قد تسيطر مجموعة ما على دولة بيروقراطية، مثل حالة النازيين في ألمانيا في ثلاثينيات القرن العشرين.
على الرغم من أن العديد من المُثُل المرتبطة بالديمقراطية، مثل المساواة والمشاركة والفردية، تتناقض بشكل صارخ مع تلك المرتبطة بالبيروقراطية الحديثة، وتحديدًا التسلسل الهرمي والتخصص وانعدام الشخصية، لكن لم يعترف المنظرون السياسيون بالبيروقراطية باعتبارها تهديدًا للديمقراطية. ومع ذلك، لم يطور المنظرون الديمقراطيون بعد حلًا كافيًا للمشكلة التي تفرضها السلطة البيروقراطية على الحكومة الديمقراطية.
أحد الإجابات على هذه المشكلة هو القول بأن البيروقراطية ليس لها مكان على الإطلاق في الديمقراطية الحقيقية. يعتقد المنظرون الذين يتبنون هذا الرأي أنه يجب عليهم إثبات أن البيروقراطية لا تحدث بالضرورة في كل مجتمع معاصر؛ بل فقط في المجتمعات التي يعتبرونها غير ديمقراطية. ولأن ديمقراطيتهم كانت مقاومة للبيروقراطية، فقد أشار إليها الكتاب البريطانيون في القرن التاسع عشر بشكل متكرر على أنها «الإزعاج القاري».
وفقا لماركس وغيره من المفكرين الاشتراكيين، فإن البيروقراطيات الأكثر تقدمًا كانت تلك الموجودة في فرنسا وألمانيا. ومع ذلك، جادلوا بأن البيروقراطية كانت أحد أعراض الدولة البرجوازية وسوف تختفي مع الرأسمالية، التي أدت إلى ظهور الدولة البرجوازية. ورغم أنه من الواضح أن هذه ليست الديمقراطيات التي كان ماركس يقصدها، لكن انتهى الأمر بالمجتمعات الاشتراكية إلى أن أصبحت أكثر بيروقراطية من الحكومات التي حلت محلها. وبالمثل، بعد أن طورت الاقتصادات الرأسمالية الأنظمة الإدارية اللازمة لدعم دول الرفاهية الشاملة، أصبح من الصعب الحفاظ على فكرة وجود البيروقراطية حصريًا في الحكومات الاشتراكية.

## النظرية الدواوينية
تعني الدواوينية نظام الحكم القائم في دولة ما يُشرف عليها ويوجهها ويديرها طبقة من كبار الموظفين الحريصين على استمرار وبقاء نظام الحكم لارتباطه بمصالحهم الشخصية؛ حتى يصبحوا جزءً منه ويصبح النظام جزءً منهم، ويرافق البيروقراطية جملة من قواعد السلوك ونمط معين من التدابير تتصف في الغالب بالتقيد الحرفي بالقانون والتمسك الشكلي بظواهر التشريعات جاعلة البيروقراطية لب النظام الاقتصادي والسياسي لعقلانية المجتمع، فينتج عن ذلك «الروتين»؛ وبهذا فهي تعتبر نقيضاً للثورية، حيث تنتهي معها روح المبادرة والإبداع وتتلاشى فاعلية الاجتهاد المنتجة، ويسير كل شيء في عجلة البيروقراطية وفق قوالب جاهزة، تفتقر إلى الحيوية. والعدو الخطير للثورات هي البيروقراطية التي قد تكون نهاية معظم الثورات، كما أن المعنى الحرفي لكلمة بيروقراطية يعني حكم المكاتب.
من المتعارف عليها لدى الجميع أن الدواوينية هي الروتين الممل والإجراءات المعقدة التي ليس لها فائدة سوى تأخير المعاملات وتعقيدها.. وهذا المفهوم بلا شك يعتبر مفهوماً خاطئاً.. ولو عدنا إلى التعريف الصحيح للكلمة.. لوجدنا أن المعنى اللفظي للبيرقراطية أنها مكونة من مقطعين: الأول بيرو وهي تعني مكتب والثاني قراطية وهي مشتقة من الأصل الإغريقي كراتس ومعناها السلطة والقوة، والكلمة في مجموعها تعني (قوة المكتب أو سلطة المكتب) ويأتي أصل كلمة بيرقراطية من الفرنسية من كلمة بيرو (Bureau) أي مكتب، وترمز للمكاتب الحكومية التي كانت في القرن الثامن عشر، ومن اليونانية من كلمة (κράτος) أي القوة (السلطة والسيادة)، وقد استخدمت كلمة البيرقراطية للدلالة على الرجال الذين يجلسون خلف المكاتب الحكومية ويمسكون بأيديهم بالسلطة، ولكن توسع هذا المفهوم ليشمل المؤسسات غير الحكومية كالمدارس والمستشفيات والمصانع والشركات وغيرها.
وقد كان أول ظهور لهذه النظرية في ألمانيا في أواخر القرن التاسع عشر، حيث يرجع الفضل إلى ماكس فيبر (Weber) عالم الاجتماع الألماني (1864- 1920) في وضع نموذج يحدد مفهوماً مثالياً للبيرقراطية يتفق مع التوجهات التي كانت سائدة في عصره، والذي كان متأثراً بثلاثة عوامل كان لها آثارها في فكره وفي نظريته وهي:
1. بما أن ويبر مواطن ألماني فقد شهد التضخم الذي طرأ على المؤسسات الصناعية، فرأى أن التنظيم الرسمي المحكم هو الطريقة التي تزيد الإنتاج وبالتالي أهمل النواحي الإنسانية.
2. تأثر ويبر بالتنظيم العسكري حيث كان ضابطاً في الجيش، ومن المعروف أن الجيش يتحرك وفق أوامر وتعليمات صارمة فاعتقد أن هذا الأسلوب يمكن أن يطبق في جميع المجالات الإدارية.
3. لكون ويبر عالم اجتماع فقد أدرك عوامل الضعف البشري من حيث عدم إمكانية الاعتماد الكامل على العنصر البشري في اتخاذ القرارات لذا أعتقد أن القواعد تضمن عدم تدخل المصالح الشخصية.

لذا نجد أن ويبر أستقى نظريته من الحياة في عصره ودعمها بخبراته الشخصية فوضع نموذجه التنظيمي معتقداً أنها ستلائم أي بيئة أو مجال إداري. وقد حدد ويبر مهام وصلاحيات وأدوار المرؤوسين بدقة ضمن لوائح وإجراءات وقواعد مكتوبة، وبذلك تتحكم في سلوك الجماعة البيرقراطية مجموعة ضوابط مقننة جامدة.
وكانت وجهة نظر ويبر إلى النشاط المؤسسي تقوم على أساس من العلاقات السلطوية، وقد وصف النظرية البيرقراطية بأنها تتضمن تخصص عمل، وأنها تسلسل هرمي محدد للسلطة، ومجموعة من الإجراءات والقواعد الرسمية، وتفاعل موضوعي لا يقوم على العلاقات الإنسانية والشخصية، واختيار للموظفين وتقدم وترقية تقوم على أساس مبدأ الاستحقاق.
ولو تطرقنا إلى الأسس التي بنى عليها العالم (ماكس) نظريته لوجدنا أنه ركز على عناصر هامة وأساسية لكي تكون تلك النظرية ناجحة بكل المقاييس، وقابلة للتطبيق في أي تنظيم إداري، ومن تلك العناصر مايلي:
- الخبرة والمهارة والتأهيل هي أساس اختيار القائد.
- وجود إجراءات وخطوات محددة ومنسقة مسبقاً.
- الاختيار الأمثل لمن ينفذ هذه الخطوات من المرؤوسين في أداء العمل.
- مبدأ أن لا وقت في العمل إلا للعمل.
- ومع ذلك نجد أن الأصوات تتعالى من هنا وهناك، فالبعض من الإداريين يرى أنها داء يجب محاربته والتخلص منه، ويراها البعض على أنها ضرورة لا يمكن أن تقوم للإدارة قائمة بدونها، ويرى آخرون أن المشكلة لا تكمن في الدواوينية الإدارية ولكن تكمن في من يقوم بمسؤولياتها، ويرى غيرهم أن الدواوينية باقية وليست كلها سيئة، وإنما يجب الحد منها.

"وبالرغم من ذلك تجد أن الدولة تبنت بعضاً من الوسائل الإدارية الناجحة في أجهزتها الحكومية لأجل التقليل من مخاطر البيرقراطية، ومنها على سبيل المثال:
- زيادة فعاليات أجهزة الإصلاح الإداري التي تقدم الاستشارات الإدارية، وتقترح الحلول لبعض المشكلات الإدارية الناجمة عن بعض الممارسات البيرقراطية.
- استخدام التقنية الحديثة كوسيلة، وتسخيرها لمتطلبات العملية الإدارية وفعاليتها، مع المحافظة على أصالة المجتمع وقيمه.
- المرونة في العمل بما لا يتعارض مع الهدف العام ويخل بمبدأ العدالة والمساواة في التعامل.
- تأكيد مبدأ أن الموظف لخدمة المستفيد، وأن الإنسان هو الغاية، وأن الأنظمة واللوائح والإجراءات ما هي إلا وسائل لتحقيق ذلك.
- التوسع في مجالات التدريب وتنوعه لمختلف المستويات الإدارية وفقاً للاحتياجات الفعلية للعاملين في الإدارة.
- مراقبة السلوكيات الإدارية المنحرفة، وسرعة تقويمها بالطرق التعليمية والتدريبية أو التأديبية.
- تخصيص أوقات محددة يلتقي فيها المسؤولون بالمرؤوسين وجهاً لوجه للاستماع إلى شكاواهم، والعمل على حلها".

إذاً إن الدواوينية ليست كما يدعي البعض نظام فاسد، وأنها ملازمة للتعقيدات المكتبية وكثرة الأوراق، إلا أنه يمكن القول بأنها سلاح ذو حدين، فهي تنظيم نموذجي من المفروض أن يؤدي إلى إتمام العمل على أفضل وجه، فالبيرقراطية ليست مرضاً من أمراض الإدارة إلا إذا أساء الإداريون والموظفون استخدام أركانها، فهي لا تتعارض مع مفاهيم الشورى والديمقراطية والمشاركة الجماعية في عملية صنع القرار.
وأخيراً إن طبيعة الإدارة وأهدافها، وبيناتها المختلفة تتطلب نوعاً من البيرقراطية.. ولكن الإفراط في ذلك هو الأمر الذي ينبغي الحذر منه، ولا غرو في ذلك لأن مازاد عن حده انقلب إلى ضده.

## نظرية الدواوينية الإدارية
نظرية الدواوينية الإدارية أو النظرية البيروقراطية في الإدارة هي إحدى النظريات الإدارية الكلاسيكية، يعد الألماني ماكس فايبر رائداً لها. وقد عرف فايبر الدواوينية بأنها: مجموعة من الأسس الإدارية التي تخرج السياسة العامة للمؤسسة إلى حيز الواقع وتضعها موضع التنفيذ الصحيح لتحقيق الأهداف.يعتبر فيبر منظرا لها وهو من اصل ألماني كان راهبا متينا بروتستانيا درس جميع الأديان بلغ اعتزازه بالبروتستانية إلى حد جعله يراها خلف نجاح الراسمالية في الغرب لذلك صاغ منها التنظيم المكتبي
تعريف العالم ماكسيميليان كارل إميل ويبر Maximilian Carl Emil Weber 21 أبريل 1864-14 يونيو1920
كان عالما ألمانيا في الاقتصاد والسياسة واحد مؤسسي علم الاجتماع الحديث ودراسة الإدارة العامة في مؤسسات الدولة، وهو من اتى بتعريف البيروقراطية، وعمله الأكثر شهرة هو كتاب الأخلاق البروتستانتية وروح الرأسمالية وكتاب السياسة كمهنة.
- - يرى ماكس ويبر ان الأساس في بناء التنظيمات هو الاعتماد على مجردات لا ترتبط بالإنسان ذاته وتوفر العلاقة الرشيدة التي لا يشوبها التحيز أي أن أي منظمة لابد أن تتمثل في نظام بيروقراطي قائم على أساس هرمي تتسلسل فيه السلطة من القمة للقاعدة.

حسب ماكس ويبر النظام البيروقراطي يحقق أعلى قدر من الكفاءة من خلال الخصائص التالية:
1 -تقسيم العمل
2- الفصل بين أعمال الموظف الخاصة والعامة
3- شغل الوظيفة على أساس التعيين وليس الترشيح
4 -اختيار الموظف الأكثر كفاءة في تنفيذ متطلبات الوظيفة
5 -الترقية على أساس الأقدمية أو الإنجاز أو الاثنين معا.
6 -أداء الموظف يجب أن يراقب.
7 -حق الموظف في راتب مجزي وعلاوة.
سلبيات النظرية البيروقراطية على الأفراد:
- الالتزام الحرفي بالأنظمة والقوانين والجمود في سلوك الأفراد.
- عدم التعامل مع منسوبي المنظمة كأفراد لهم رغبات وميول وعواطف وأحاسيس.
- فرض نظام على الأفراد قد يدفعهم إلى الاكتفاء بالحد الأدنى من الأداء.
- وجود أنظمة وإجراءات صارمة قد تدفع الأفراد إلى مقاومة أي نوع من أنواع التغيير الذي ترغبه المنظمة
- قد يلجأ الأشخاص إلى تجنب المسؤولية واتخاذ القرارات أو اختيار البدائل فقط التي تتناسب مع الأنظمة والقوانين.

## المؤسسة المثالية
أشار فايبر من خلال نظريته إلى المؤسسة المثالية وهي حالة الوصول إلى مؤسسة تكون فيها علاقات السلطة مدروسة مسبقاً بأسلوب علمي، ومقرّة كتعليمات رسمية ملزمة للجميع، ويعمل الكل على تنفيذ هذه التعليمات، مما يحقق الاستقرار والثبات لهذه المؤسسةـ حتى لو تغير أفرادها جميعهم.

## وصلات خارجية
- Abstracts of academic books and article